# Love Me or Leave Me (canción de 1928)
Love Me or Leave Me es una canción popular escrita en 1928 por Walter Donaldson con letra de Gus Kahn, estrenada en el musical de Broadway (Nueva York) Whoopee!, donde era interpretada por la cantante Ruth Etting.
También es muy conocida la versión de Nina Simone que la grabó en su álbum de debut Little Girl Blue (1958).